# Esaret
Esaret es una serie de televisión turca producida por Karamel Yapım y estrenada en Kanal 7 en el 2022.

## Trama
Orhun es un exitoso hombre de negocios que se crio en una familia rica pero sin amor junto con su hermana gemela Nihan, su hermana menor Nurşah y su fría y distante madre Afife. Hace algún tiempo, Nihan se fue a hacer trabajo voluntario como médico en Eritrea, pero recientemente ha sido imposible contactarla y su familia está preocupada por ella.
Orhun decide ir tras su hermana y traerla de vuelta a casa. Mientras lo hace, se encuentra con Hira, una muchacha pobre que vive la vida de una prisionera a manos de los traficantes. Descubre que su hermano fue envenenada y asesinada por una pandilla local, a manos de Hira, quien fue engañada por la pandilla para hacerlo. Orhun se derrumba y planea una malvada venganza: se llevará a Hira a casa con él, pero en lugar de salvarla de la vida como prisionera, volverá las cosas peor para ella.
Las cosas se complican aún más cuando Afife le dice a su hijo que en realidad mintió sobre la muerte de su padre durante años. Orhun decide casarse con Hira para volver loca a su madre, que odia a las personas de menor estatus y está obsesionada con la "sangre pura".

## Elenco
- Cenk Torun como Orhun Demirhanlı.
- Mahassine Merabet como Hira Demirhanlı.
- Melahat Abbasova como Afife Demirhanlı.
- Esra Demirci como Feriha.
- Arya Lina Albayrak como Sahra Demirhanlı. (380 - 557)
- Nurdan Tünay Kekeç como Behice. (381 - 557)
- Yakup Selim Bağçiçek como Aziz. (388 - 557)
- Su Tihonova como Elif. (388 - 557)
- Osman İskender Bayer como Akif. (390 - 557)
- Barış Gürses como Erhan. (380 - 554)
- Ilgın Bingöl como Suzan. (389 - 554)
- Melike Baş como Eylül. (499 - 554)
- Merdan Kardan como Gürbüz. (388 - 528)
- Tutku Akay como Ece. (390 - 528)
- Bülent Ergün como Raşit. (1 - 496)
- Esra Şahin como Defne. (380 - 487)
- Züleyha Hamza como Zerrin. (380 - 485)
- Mert Abidin Yerli como Yekta Asimoğlu. (380 - 485)
- Çiğdem Sakarya como Sultan. (379 - 475)
- Mehmet Emrah Hamşioğlu como Şenol. (388 - 472)
- Ercan Özdal como Taşkın Sarsılmaz. (387 - 461)
- Ali Yağız Durmuş como Kenan Çevik. (1 - 378)
- Yağmur Çelik como Nurşah Demirhanlı Çevik. (1 - 378)
- Sinem Karaçoban como Nefes Çevik. (1 - 378)
- Zeki Ocak como Yakup Usta. (1 - 378)
- Fulya Özcan como Halise. (1 - 378)
- Mustafa Şimşek como Şevket. (1 - 378)
- Uğur Dalmış como Yavuz. (1 - 378)
- Mbaye Dieng como Musa. (72 - 378)
- Deniz Tanfener como Gonca. (163 - 378)
- Bilek Ordundaş como Fatih. (165 - 378)
- Bersu Göksel como Afet. (166 - 378)
- Arzu Canpolat como İsmet Ceylan "İso". (171 - 378)
- Mia Elif Öcal como Neva Demirhanlı. (197 - 374)
- Pervin Mert como Perihan. (1 - 370)
- Mustafa Can Savaş como Ali. (77 - 320)
- Onur Büyükdurak como Cihangir Demirhanlı.	(197 - 260)
- Başak Durmaz como Vuslat. (1 - 213)
- Yaren Yıldırım como Eda. (1 - 160)
- Gözde Erdem como Gülnur. (1 - 160)
- Hilal Anay como Meryem. (1 - 155)
- Öncil Aktarıcı como Asiye. (1 - 155)
- Hazal Taşbek como Şebnem. (1 - 155)
- Yavuz Ketenci como Selim (150 - 154)
- Selin İleri como Harika Taşkın. (52 - 149)
- Gamze Yarka como Saadet Eroğlu. (64 - 108)
- Kerem Tanık como Haluk. (1 - 40)
- Mehmet Berkay Baygın como Vedat. (1 - 28)
- Yağmur Akdağ como	Aslı.
- Dilek Serbest como Esin.
- Arda İlkin Parlak como Rıfat.
- Uğur Toprak Satır como Kaleli.
- Tayfun Yılmaz como Sait Demirhanlı.
- Cem Odabaşoğlu como Engin Karcı.
- Ceren Su Gülnaz Özçelik como Nihan Demirhanlı.

## Horarios y curiosidades

### Temporadas
La serie se estrenó oficialmente el 21 de noviembre de 2022 y finalizó su primera temporada el 21 de julio de 2023, contando con 160 episodios.
La segunda temporada se estrenó el lunes 11 de setiembre de 2023 y finalizó el miércoles 10 de julio de 2024 (la temporada más larga de la serie), contando con 218 episodios (del 161 al 378).
La tercera temporada se emitió desde el sábado 5 de octubre de 2024 desde su episodio 379, finalizando la serie oficialmente, después de 3 temporadas y 557 episodios, el lunes 14 de julio de 2025.

### Horarios
La primera y segunda temporada era emitida de lunes a viernes a las 19h, reemplazando a Emanet que era emitida en dicho horario.
La tercera temporada era emitida en un principio los sábados y domingos a las 19h, del episodio 379 al 384 desde el 5 de octubre hasta el 20 del mismo, debido a que Gelin ocupa su horario anterior. Sin embargo, a partir del lunes 21 del mismo desde el episodio 385, la serie es emitida nuevamente  de lunes a viernes, pero en el horario de las 21:15h, reemplazando a Rüzgarlı Tepe. Después de 3 temporadas y 557 episodios, la serie finalizó oficialmente el lunes 14 de julio de 2025.

### Curiosidades
- Esta es la tercera serie producida por Karamel Yapım y emitida por Kanal 7, después de Yemin (finalizada ese mismo año) y Emanet.
- La serie ocupa actualmente el antiguo horario de Emanet (19h), la cual pasó al horario de las 21:15 h.
- Desde el 6 de febrero hasta el 3 de marzo de 2023, esta y otras series turcas han pausado sus grabaciones y emisiones debido a los terremotos ocurridos en Turquía y Siria.

## Temporadas[3]
| Temporada | Temporada | Episodios | Rango de episodios | Emisión original         | Emisión original    |
| Temporada | Temporada | Episodios | Rango de episodios | Inicio                   | Final               |
| --------- | --------- | --------- | ------------------ | ------------------------ | ------------------- |
|           | 1         | 160       | 1 - 160            | 21 de noviembre de 2022  | 21 de julio de 2023 |
|           | 2         | 218       | 161 - 378          | 11 de septiembre de 2023 | 10 de julio de 2024 |
|           | 3         | 179       | 379 - 557          | 5 de octubre de 2024     | 14 de julio de 2025 |